# Organización del Tratado de Seguridad Colectiva
La Organización del Tratado de Seguridad Colectiva (OTSC en ruso: Организация Договора коллективной безопасности abreviado ОДКБ) es una organización político-militar conformada por países de Europa del este y Asia Central. Integrantes de la OTSC son Armenia, Bielorrusia, Kazajistán, Kirguistán, Rusia y Tayikistán. Este acuerdo político-militar, promovido principalmente por Rusia, surge como sucesor del Pacto de Varsovia de facto, que como este, se creó como contraparte de la OTAN que ha tenido una ampliación al recibir como miembros a algunas antiguas repúblicas soviéticas (los países bálticos) y a países de Europa del este (antiguos miembros del Pacto de Varsovia).
El Pacto de Varsovia se disolvió oficialmente el 1 de julio de 1991. El 15 de mayo de 1992, seis Estados postsoviéticos pertenecientes a la Comunidad de Estados Independientes (Rusia, Armenia, Kazajistán, Kirguistán, Tayikistán y Uzbekistán) firmaron el Tratado de Seguridad Colectiva (también conocido como Pacto de Taskent o Tratado de Taskent). Otros tres países postsoviéticos (Azerbaiyán, Bielorrusia y Georgia) firmaron el año siguiente y el tratado entró en vigor en 1994. Cinco años después, seis de los nueve (todos menos Azerbaiyán, Georgia y Uzbekistán) acordaron renovar el tratado por cinco años más, y en 2002 esos seis concretaron la creación de la Organización del Tratado de Seguridad Colectiva como una alianza militar.
La carta de la OTSC reafirmó el deseo de todos los Estados participantes de abstenerse del uso o la amenaza de la fuerza. Los signatarios no podrían unirse a otras alianzas militares o grupos de Estados, mientras que la agresión contra un signatario sería percibida como una agresión contra todos. Con este fin, la OTSC realiza ejercicios de comando militar anuales para que las naciones de la OTSC tengan la oportunidad de mejorar la cooperación entre organizaciones. Un ejercicio militar de la OTSC llamado Rubezh 2008 se llevó a cabo en Armenia, donde un total combinado de 4000 soldados de los siete países miembros constituyentes de la OTSC llevaron a cabo una capacitación operativa, estratégica y táctica con énfasis en promover la eficiencia del elemento de seguridad colectiva de la asociación con la OTSC. El mayor de estos ejercicios se llevó a cabo en el sur de Rusia y Asia central en 2011, y consistió en más de 10 000 soldados y 70 aviones de combate. Para desplegar bases militares de un tercer país en el territorio de los Estados miembros de la OTSC, es necesario obtener el consentimiento oficial de todos sus miembros. También emplea un sistema de «presidencia rotatoria» en el que el país que lidera la OTSC se alterna cada año.

## Estados miembros
Miembros actuales
- Armenia (desde 1994)
- Bielorrusia (desde 1994)
- Kazajistán (desde 1994)
- Kirguistán (desde 1994)
- Rusia (desde 1994)
- Tayikistán (desde 1994)

Observadores actuales:
- Serbia (desde 2013)

Antiguos miembros:
- Azerbaiyán (1994-1999)
- Georgia (1994-1999)
- Uzbekistán (1994-1999, 2006-2012)

Antiguos observadores:
- Afganistán (2013-2021)
- Ucrania (1994-2014)

### Futura membresía
En mayo de 2007 el secretario general Nikolái Bordyuzha sugirió que Irán podría unirse a la OTSC. Afirmó que «la OTSC es una organización abierta. Si Irán lo solicita siguiendo los trámites ordinarios, podríamos considerar la solicitud». Si Irán se uniese a la OTSC sería el primer país que no formó parte de la Unión Soviética (exceptuando a los observadores Serbia y Afganistán) en ser miembro de la OTSC.
El 28 de mayo de 2010 el canciller ucraniano Konstantýn Hryschenko afirmó que Ucrania no tenía planes de unirse a la OTSC. El 3 de junio la Rada Suprema (parlamento ucraniano) decidió, con 226 votos, prohibir la membresía de Ucrania en cualquier bloque militar, pero se permitía la cooperación con alianzas militares. El expresidente Petró Poroshenko firmó un decreto el 29 de diciembre de 2014 anulando el estatus no alineado de Ucrania con la intención de ingresar en la OTAN, pero señaló que para hacer efectiva tal decisión es necesaria la convocatoria de un referéndum. 
Serbia y Afganistán también acordaron en 2013 adquirir el estatus de miembros observadores de la OTSC, aunque este último fue disuelto en 2021.

## Historia

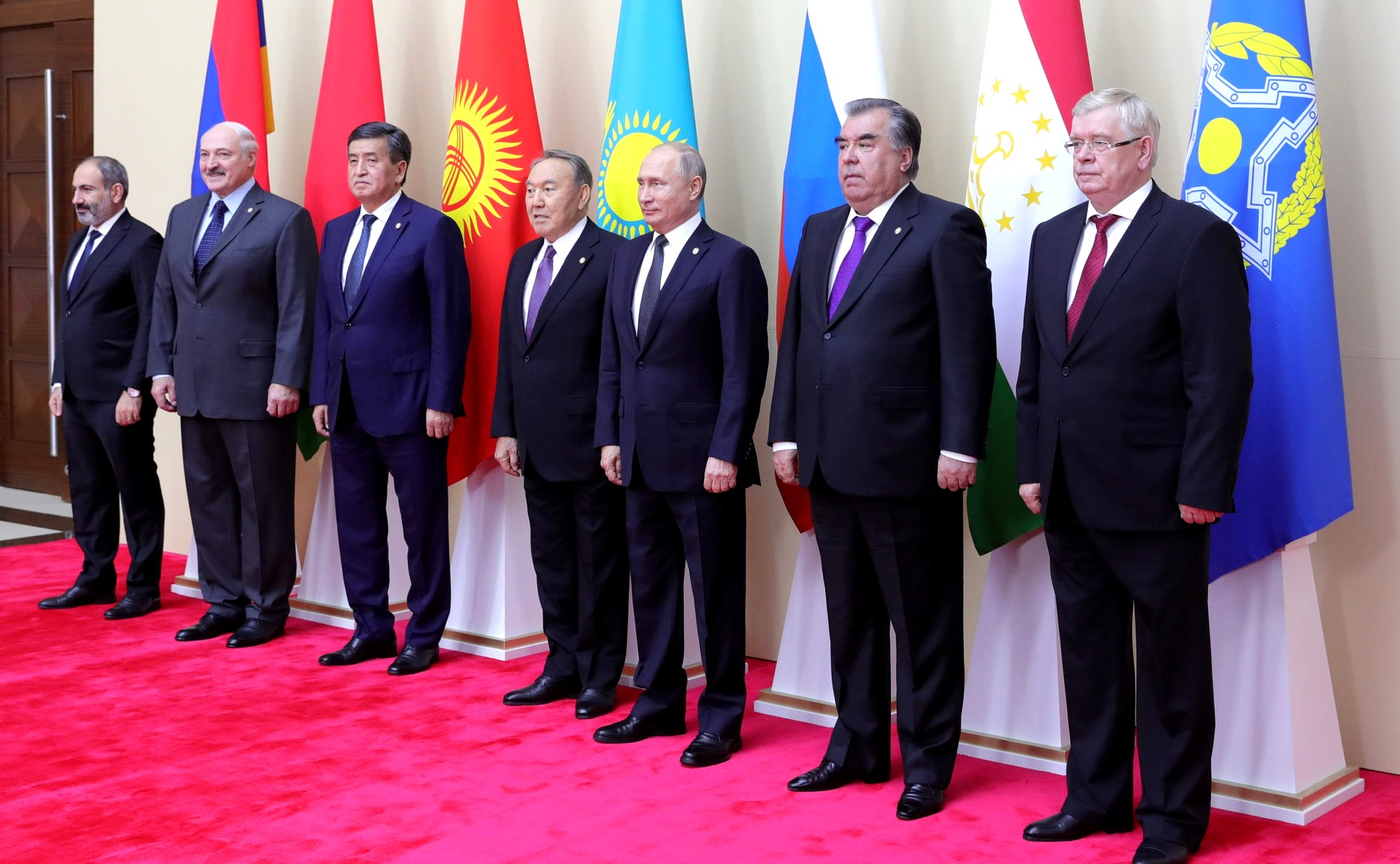
Reunión de la OTSC en Astaná, Kazajistán el 8 de noviembre de 2018

El tratado de seguridad colectiva fue firmado en 1992 con el objetivo de luchar contra el terrorismo y el crimen organizado. Azerbaiyán y Georgia lo firmaron, tiempo después se retiraron de la OTSC. Uzbekistán hizo lo mismo pero se reintegró a inicios del año 2006.
El 4 de febrero de 2009 los líderes de los países miembros de la OTSC firmaron en Moscú un documento por el que se aprobaba la creación de la Fuerza Colectiva de Reacción Rápida (en ruso: Коллективные силы оперативного реагирования). Este componente militar de la OTSC se utilizará para rechazar cualquier agresión dirigida contra los países miembros, realizar operaciones especiales contra el terrorismo, el extremismo, el crimen organizado transnacional y el narcotráfico, así como para los casos de desastres naturales y catástrofes industriales.
En julio de 2012, Uzbekistán abandonó la OTSC. Este acuerdo nació en el seno de la Comunidad de Estados Independientes (CEI).

### Intervención en Siria en 2018-2021
En 2018 tropas rusas y especialmente la aviación de este país llevan a cabo multitud de acciones militares en 2018 y 2019 contra las guerrillas islamistas, hecho que decantará el balance de la guerra siria a favor de Asad. Ello se verá recompensado con la cesión a perpetuidad a Rusia de la base naval de Tartús. Las buenas relaciones entre el gobierno de Asad y Rusia han fomentado la cooperación militar y económica de ambos países y a su vez con los de la Organización del Tratado de Seguridad Colectiva, lo que hace prever según los medios rusos que en breve Siria será invitada a integrarse en dicha organización como país miembro.

### Intervención en Kazajistán en 2022
En enero de 2022 se envían tropas a Kazajistán con motivo de las protestas en Kazajistán de 2022. La fuerza conjunta de la OTSC consistió en unos 4000 efectivos que se dividían en 3000 efectivos rusos de la 45ª brigada de las Fuerzas Especiales Aerotransportadas del cuartel de Oremburgo, 500 efectivos bielorrusos, 200 tayikos, 70 armenios y un número indeterminado de kirguisos, quienes sufrieron protestas en su parlamento en contra de enviar tropas a Kazajistán. La fuerza se desplegó en el país desde el 6 hasta el 13 de enero, día en que se empezó a retirar el contingente de manera escalonada.

## Intervención de Rusia en Ucrania
Tras la invasión rusa de Ucrania en 2022 y el desarrollo del conflicto armado contra Occidente, se produjeron desavenencias entre los distintos miembros de la OTSC, en algunos casos por mantener una neutralidad entre Rusia y Occidente; en otros casos, como Kazajistán por motivos económicos y en Armenia por la escasa ayuda militar prestada en su conflicto del Alto Karabaj contra Azerbaiyán. El caso de Armenia fue el más llamativo al mostrar públicamente su presidente en la reunión de 25 de noviembre de 2022, su decepción y poca confianza en la organización del OTSC.
Por otra parte, el presidente de Bielorrusia ha planteado en varias ocasiones la creación de una nueva Organización más eficiente militarmente que sustituya la poca efectividad e implicación de la OTSC. Propuso la cooperación tripartita entre Rusia, Bielorrusia y Corea del Norte, lo que supondría en el fortalecimiento del poder militar y tecnológico, ante las amenazas de Estados Unidos y sus aliados estratégicos.

## Procedimientos operacionales
Al igual que la OTAN, la OTSC mantiene una Asamblea Parlamentaria.
La OTSC emplea un sistema de "presidencia rotatoria" en el que el país que dirige la OTSC se alterna cada año.
Para desplegar bases militares de un tercer país en el territorio de los Estados miembros de la OTSC, es necesario obtener el consentimiento oficial de todos sus miembros.

## Actividades

### Ejercicios militares
La OTSC realiza ejercicios de mando militar anualmente para que las naciones de la OTSC tengan la oportunidad de mejorar la cooperación entre organizaciones. El mayor de estos ejercicios se celebró en el sur de Rusia y Asia central en 2011 y contó con la participación de más de 10.000 soldados y 70 aviones de combate.